# Sint & Diego: De Magische Bron van Myra
Sint & Diego: De Magische Bron van Myra is een Nederlandse jeugdfilm uit 2012 geregisseerd door Adel Adelson en geproduceerd door Evert van de Grift en Mustapha Boudellah met in de hoofdrollen Harold Verwoert, Bas Keijzer, Jeffrey Erens, Sandy Kandau en Karim El Guennouni.

## Verhaal
Het verhaal van de film gaat voornamelijk over de magische krachten van het grote boek van de sint.
Het boek dreigt zijn geheime krachten te verliezen, waardoor vervolgens Coole Piet Diego samen met Elitepieten Evert, Enrique, Emanuel en Esperanza op avontuur wordt gestuurd door Sinterklaas. De titelsong "Sint & Diego" werd geschreven door Harold Verwoert.

## Rolverdeling
| Acteur                 | Personage                     | Opmerkingen           |
| ---------------------- | ----------------------------- | --------------------- |
| Harold Verwoert        | Coole Piet Diego              |                       |
| Peter Faber            | Sinterklaas                   |                       |
| Bas Keijzer            | Elite Piet Eberardo           | Roepnaam Evert        |
| Jeffrey Erens          | Elite Piet Emanuel            |                       |
| Sandy Kandau           | Elite Piet Esperanza          |                       |
| Karim El Guennouni     | Elite Piet Enrique            |                       |
| Anuar Aoulad Abdelkrim | Blufpiet                      |                       |
| Martin van Waardenberg | Beter-weten-Piet              |                       |
| Jada Borsato           | Madelief                      |                       |
| Eliyha Altena          | Diego                         | vriendje van Madelief |
| Kathleen Aerts         | Carmen                        | moeder van Madelief   |
| Ferri Somogyi          | Vader                         | vader van Madelief    |
| Christian Farla        | Meester Wapiti                | docent van Emanuel    |
| Chris Tates            | Generaal                      |                       |
| Pauline Wingelaar      | Nieuwslezeres Plien Pingelaar |                       |
| Milko Steijvers        | Milko                         |                       |
| Said El-Aiouni         | Koopman Dief van het boek     |                       |

## Opnamen
Museumpark Orientalis is decor geweest voor de film.
Vliegbasis Gilze-Rijen is decor geweest voor de film.